# Los 36 hombres justos
The Righteous Men es una novela escrita por el periodista británico Jonathan Freedland, con el seudónimo Sam Bourne, publicada en 2003. La trama incluye temas como el ocultismo místico judío, la Cábala, el Judaísmo jasídico y una secta cristiana conocida como la Iglesia de Jesús Renacido, seguidora de la Teoría del Reemplazo.
Fue el debut como novelista de Jonathan Freedland como Sam Bourne. Su primer trabajo literario de ficción trata de los trillados asuntos de misterio con basamento religioso, aquí en claves apocalípticas.